# Trouveur
Un trouveur est un poète, un chanteur, durant le Moyen Âge, en France et en Europe.
On distingue plusieurs types de trouveur :
- le troubadour (féminin : Trobairitz) qui désigne les artistes utilisant la langue d'oc, originaires du sud (jusqu'en Italie)
- le trouvère qui désigne les artistes utilisant la langue d'oïl, originaires du nord de la Loire
- le Minnesänger en Allemagne